# San Remo (trein)
De San Remo is een internationale trein op het traject Milaan - Nice. De spoorwegen hebben vanaf het begin namen gegeven aan hun treinen. De eerste locomotieven hadden bijvoorbeeld namen als Rocket, Arend en Limmat. Toen het spoorwegnet verder groeide werden ook langeafstandstreinen van namen voorzien, bijvoorbeeld de California Zephyr in de Verenigde Staten en de Oriënt-Express in Europa. Zowel de CIWL als de MITROPA hadden al voor de Tweede Wereldoorlog hun langeafstandstreinen van een naam voorzien. De San Remo is genoemd naar de gelijknamige Italiaanse stad, waar de trein langs komt.

## EuroCity
De San Remo vormde samen met de EuroCity's EC Ligure en de EC Riviera dei Fiori de EuroCity-verbinding tussen Milaan en Nice. Deze drie EuroCity's reden met een interval van vier uur, waarbij de San Remo in beide richtingen de "middag"-rit voor zijn rekening nam. In Italië waren ze ingepast in een twee-uurs InterCity-plusdienst. Deze intercity's waren net als de EuroCity toeslagplichtig maar reden alleen binnen Italië.
De EuroCity San Remo reed op 13 december 2009 voor het laatst.

### Route en dienstregeling
| EC 143 | land                                  | station                               | km                                    | EC 146 |
| ------ | ------------------------------------- | ------------------------------------- | ------------------------------------- | ------ |
| 11:10  | Italië                                | Milano Centrale                       | 0                                     | 18:50  |
| 11:35  | Italië                                | Pavia                                 |                                       | 18:25  |
| 11:51  | Italië                                | Voghera                               |                                       | 18:06  |
| 12:42  | Italië                                | Genova Piazza Principe                | 151                                   | 17:19  |
| EC 144 | Nummerwijziging bij kopmaken in Genua | Nummerwijziging bij kopmaken in Genua | Nummerwijziging bij kopmaken in Genua | EC 145 |
| 12:55  | Italië                                | Genova Piazza Principe                | 151                                   | 17:06  |
| 13:28  | Italië                                | Savona                                | 194                                   | 16:34  |
| 13:41  | Italië                                | Finale Ligure Marina                  | 217                                   | 16:17  |
| 14:02  | Italië                                | Albenga                               | 235                                   | 16:03  |
| 14:10  | Italië                                | Alassio                               | 241                                   | 15:56  |
| 14:23  | Italië                                | Diano Marina                          | 256                                   | 15:40  |
| 14:32  | Italië                                | Imperia P.M.                          | 263                                   | 15:32  |
| 14:50  | Italië                                | San Remo                              | 286                                   | 15:15  |
| 15:00  | Italië                                | Bordighera                            | 297                                   | 15:05  |
| 15:07  | Italië                                | Ventimiglia                           | 302                                   | 14:58  |
| 15:37  | Frankrijk                             | Menton                                | 312                                   | 14:30  |
| 15:48  | Monaco                                | Monaco Monte-Carlo                    | 321                                   | 14:20  |
| 16:01  | Frankrijk                             | Nice                                  | 337                                   | 14:05  |